# Pierre Daunou

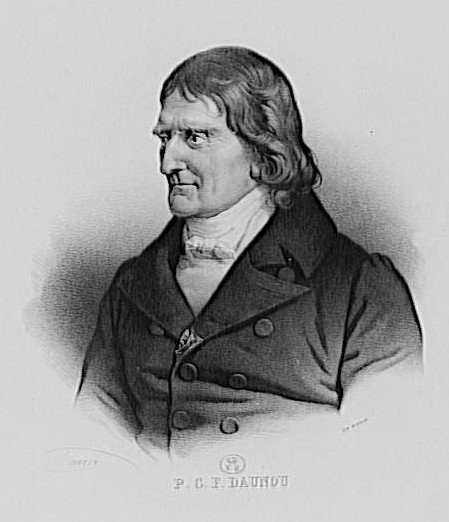
Pierre Claude François Daunou

Pierre Claude François Daunou, född 18 augusti 1761, död 20 juni 1840, var en fransk politiker.
Daunou var ursprungligen präst, anslöt sig till franska revolutionen och invaldes 1792 i konventet. Av moderat läggning hörde Daunou närmast till girondisternas högra flygel och satt efter girondens fall länge fängslad. Efter Thermidorkrisen frigav han och blev en av konventets ledande män och medlem av välfärdsutskottet 1795. Författningen av år III var huvudsakligen redigerad av Daunou, även om den inte i alla delar motsvarade Daunous statsrättsliga ideal. Under direktoriet var han en av de inflytelserikaste medlemmarna av de femhundrades råd och var efter Napoleon I:s statskupp 1799 medlem av kommittén för genomförande av en författningsändring. Det förslag han utarbetade anslöt sig dock för nära till den gamla konstitutionen och förkastades på grund av Napoleons motstånd. Under konsulatet var han medlem av tibunatet och här en av ledarna för oppositionen mot förste konsuln. Strax före kejsardömet upprättande miste han sin ställning och ägnade sig under kejsardömet, restaurationstiden och julimonarkin huvudsakligen åt lärd verksamhet som biblioteks- och arkivman, universitetslärare och skriftställare. 1819-1823 och 1828-1834 var han även liberal medlem av deputeradekammaren och efter 1839 av pärernas kammare. Daunou var en betydande historiker.